# TV Vitoriosa
TV Vitoriosa é uma emissora de televisão brasileira sediada em Ituiutaba, no estado de Minas Gerais. Opera no canal 32 UHF digital e é afiliada ao SBT. Faz parte da Rede Vitoriosa de Comunicações, grupo de comunicação pertencente ao empresário Wellington Salgado de Oliveira, que também controla as rádios Bons Ventos FM e Vitoriosa. A TV Vitoriosa também conta com uma sucursal em Uberlândia, onde é gerada a maior parte da programação.

## História
A emissora surgiu em 1989 como TV Cancella (nomenclatura herdada da Rádio Cancella), sendo inaugurada pelo empresário José Manuel Pinheiro. Em 1999, a emissora foi vendida para o empresário Wellington Salgado de Oliveira, e a partir de 30 de setembro do mesmo ano, passou a se chamar TV Vitoriosa.

## Sinal digital
| Canal virtual | Canal digital | Proporção de tela | Programação                                 |
| ------------- | ------------- | ----------------- | ------------------------------------------- |
| 3.1           | 32 UHF        | 1080i             | Programação principal da TV Vitoriosa / SBT |

A TV Vitoriosa iniciou suas transmissões digitais em 7 de janeiro de 2015, pelo canal 32 UHF. No mesmo dia, também passou a funcionar a retransmissora digital de Uberlândia pelo canal 32 UHF.

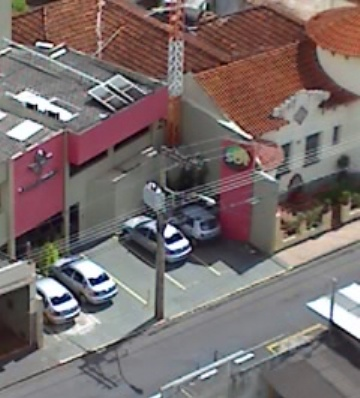
Sucursal da emissora em Uberlândia